# ISO 3166-2:BY
ISO 3166-2:BY is een ISO-standaard met betrekking tot de zogenaamde geocodes. Het is een subset van de ISO 3166-2 tabel, die specifiek betrekking heeft op Wit-Rusland (be:Беларусь;en:Belarus). 
De gegevens werden tot op 26 november 2018 bijgewerkt via het ISO Online Browsing Platform (OBP) Hier worden een stad (be:город) en zes oblasten (be:вобласць) gedefinieerd.
Volgens de eerste set, ISO 3166-1, staat BY voor Wit-Rusland, het tweede gedeelte is een tweeletterige afkorting van de naam.

## Codes
| Code  | Omschrijving    | Belarussisch (UN X/6 2012) | Russisch (UN V/18 1987) | Categorie |
| ----- | --------------- | -------------------------- | ----------------------- | --------- |
| BY-BR | Oblast Brest    | Bresckaja voblasć          | Brestskaja oblast'      | oblast    |
| BY-HO | Oblast Gomel    | Homieĺskaja voblasć        | Gomel'skaja oblast'     | oblast    |
| BY-HR | Oblast Hrodna   | Hrodzienskaja voblasć      | Grodnenskaja oblast'    | oblast    |
| BY-MA | Oblast Mahiljow | Mahilioŭskaja voblasć      | Mogilevskaja oblast'    | oblast    |
| BY-MI | Oblast Minsk    | Minskaja voblasć           | Minskaja oblast'        | oblast    |
| BY-VI | Oblast Vitebsk  | Viciebskaja voblasć        | Vitebskaja oblast'      | oblast    |
| BY-HM | Stad Minsk      | Horad Minsk                | Gorod Minsk             | stad      |